# Kolitzheim
Kolitzheim – miejscowość i gmina w Niemczech, w kraju związkowym Bawaria, w rejencji Dolna Frankonia, w regionie Main-Rhön, w powiecie Schweinfurt. Leży około 14 km na południe od Schweinfurtu, przy drodze B286.

## Dzielnice
W skład gminy wchodzą następujące dzielnice: 
- Gernach
- Herlheim
- Kolitzheim
- Lindach
- Oberspiesheim
- Stammheim
- Unterspiesheim
- Zeilitzheim.

## Zabytki i atrakcje
- święto Kolitzheimer Dorffest
- największe tereny pod uprawę winogron w powiecie
- Festyn Wina
- Muzeum Historii Wojennej Frankonii (Museum Militärgeschichte Franken)
- zamek Zeilitzheim

## Oświata
(na 1999)

W gminie znajduje się 298 miejsc przedszkolnych (8 placówek ze 183 dziećmi) oraz 2 szkoły podstawowe (28 nauczycieli, 442 uczniów).